# ライアー・ライアー (小説)
『ライアー・ライアー』（Liar Liar）は、久追遥希による日本のライトノベル。イラストはkonomiが担当している。略称は「ライアラ」。MF文庫J（KADOKAWA）より2019年4月から2023年11月まで刊行された。「ラノベ好き書店員大賞2020」文庫部門で6位を獲得。
メディアミックスとして、幸奈ふなによるコミカライズが『月刊コミックアライブ』（同）にて2019年10月号より連載中。2023年7月から9月までテレビアニメが放送された。

## あらすじ
主人公の篠原緋呂斗はランク制度の四季島（通称「学園島（）」）の四番区に位置する英明学園に転校する。しかし転校初日にもかかわらず、学園島でトップに君臨する7ツ星の彩園寺更紗との決闘に偶然勝利したことがきっかけで7ツ星になってしまう。緋呂斗は学園長の命令で7ツ星の座を死守しなければならなくなり、姫路白雪のバックアップのもとで、イカサマを駆使して本当の7ツ星を目指すことになる。

## 登場人物
声の項は特記がない限り、テレビアニメ版における声優。

### 主要人物
篠原 緋呂斗（しのはら ひろと）
声 - 中村源太
誕生日 4月13日
本作の主人公。四番区英明学園所属。高校二年生。等級（）：7ツ星。
歴代トップの成績で学園島に編入してすぐ学園島最強の彩園寺更紗とトラブルになり、決闘で更紗を負かして学園島で編入してから最速の記録で7ツ星となった。しかしそれは表向きだけであり、実際のランクは1ツ星。一之瀬や白雪から貶されるほど編入試験の成績は合格点スレスレで悪く、演技として強気に振る舞っているがかなりのヘタレ。
学園入学初日に更紗とのトラブルで退学の危機に陥るが、幼馴染を探すため偽りの自分を演じることを決意する。
姫路白雪に協力してもらい、本当の7ツ星になるためにイカサマを駆使する。
姫路 白雪（ひめじ しらゆき）
声 - 首藤志奈 / 伊藤美来（ミニオーディオドラマ）
誕生日 12月12日
本作のヒロインの一人。三番区桜花学園→四番区英明学園所属。高校二年生。等級：4ツ星→5ツ星（4巻）。
緋呂斗が7ツ星になれるよう、イカサマなどを用いて補佐をするカンパニーの長。
メイドとして緋呂斗の世話もしており、一緒に暮らしている。男慣れしていないため、実は男性が苦手。それでも自分を気に掛けてくれる緋呂斗のことは気になっている。かつては彩園寺家に仕えていたこともあり、更紗とは幼馴染の間柄で更紗の秘密も把握している。
彩園寺 更紗（さいおんじ さらさ）
声 - 倉持若菜 / 鬼頭明里（ミニオーディオドラマ）
誕生日 7月3日
本作のヒロインの一人。三番区桜花学園所属。高校二年生。等級：7ツ星→6ツ星（1巻）。
モデルのような美少女。
《女帝》と呼ばれる学園島最強の実力者だったが、緋呂斗との決闘に敗北して6ツ星に降格した。緋呂斗とは因縁の仲になるが、ある目的のために手を組むことになる。
実は緋呂斗同様、大きな嘘を抱えた立場の人間。学園のアイドル的存在であるが、実際は替え玉にすぎず本当の名は朱羽 莉奈（あかばね りな）。1年ほど前、本物の更紗が誘拐され行方不明になる。そのうちの友人の一人だった莉奈が成り代わりを申し出たことで、以降は仮の更紗として生活している。赤い星で自分を偽り続けたが、緋呂斗に敗戦したことでその事情を緋呂斗へ暴露した。ただ実際には誘拐の事実はなく、更紗の夢のために替え玉を演じていることが後に明らかとなる。

### 四番区・英明学園
一ノ瀬 棗（いちのせ なつめ）
声 - 桑島法子
四番区英明学園の学長。
緋呂斗に7ツ星として偽るよう命じた張本人。
榎本 進司（えのもと しんじ）
声 - 榎木淳弥
誕生日 9月22日
四番区英明学園所属。高校三年生。等級：6ツ星。
英明学園の現生徒会長。瞬間記憶能力を持つといわれており、頭脳明晰で《千里眼》の異名を持つ。
幼馴染の七瀬とは犬猿の仲。緋呂斗からはため口を叩かれ呼び捨てにされており、それもあってか緋呂斗に良い印象を持っていない。
浅宮 七瀬（あさみや ななせ）
声 - 大西沙織
誕生日 7月7日
四番区英明学園所属。高校三年生。等級：6ツ星。
生徒会長の進司は幼馴染。以前はファッション誌でモデルをしていたくらいスタイル抜群。
一人称は「うち」。緋呂斗を真っ先に「シノ」とあだ名で呼ぶほどフレンドリーな性格。進司とは幼馴染でありながら、「命令されるなんて御免なんだけど」というくらい仲が悪い。
秋月 乃愛（あきづき のあ）
声 - 立花理香
誕生日 2月17日
四番区英明学園所属。高校三年生。等級：6ツ星。
可愛い見た目で周囲を虜にする《小悪魔》。
ナルシストで自信家のように思われるが、実際はかなりの努力家であり正々堂々と地位を築き上げ、6ツ星の称号を勝ち取る。ズルやイカサマを最も憎んでいる。
緋呂斗の入学前は周囲から学園のエース候補に挙げられていたが、緋呂斗が入学早々にイカサマで7ツ星に君臨してしまったため、周りからは手の平を返され孤立してしまう。そのため緋呂斗が入学した当初から敵対心を抱いていた。手始めに白雪へ違法アビリティである「密偵」及び「破壊行動」を仕掛け人質にし、緋呂斗に有無を言わせずこれまでの正々堂々とではなく、イカサマをも上等な勝負を挑む。緋呂斗を苦しめ勝利は確実かと思いきや、『いざという時に使ってほしい』と更紗が事前に緋呂斗へ手渡していたアビリティ「ピンチヒッター」の効果により、緋呂斗ではなく白雪に勝利する。その結果、白雪が仕掛けられた違法アビリティは「勝利した相手の端末に移る」というものだったため、すべて自身に違法アビリティが移行。人質の白雪も奪い返されてしまった。完全敗北を喫した後、今回の違法アビリティの一件について裏に倉橋の存在がいることを緋呂斗に暴露する。
一時は退学の可能性もあったが、倉橋に貶められたことを把握した生徒たちがアンケートで「許される」と回答。また緋呂斗が区内選抜戦の一位を辞退し譲ったことで、名実ともに学園のエースとなった。
多々良 楓花（たたら ふうか）
声 - 瀬戸桃子
四番区英明学園所属。高校二年生。等級：3ツ星。
緋呂斗が在籍する2-Aのクラス委員長。世話焼きタイプで緋呂斗に親切にしてくれる。
辻 友紀（つじ ゆうき）
声 - 望月麻衣
四番区英明学園所属。高校二年生。等級：3ツ星。
緋呂斗のクラスメイト。中性的な顔立ちの美少年。
水上 摩理（みなかみ まり）
誕生日 8月1日
四番区英明学園所属。高校一年生。等級：3ツ星→5ツ星（8巻）。
《ヘキサグラム》所属。嘘が嫌いな性格で、姉は英明の隠れた実力者・真由。
ナナちゃん先生
四番区英明学園2-Aの担任。
緋呂斗たちのクラスの担任。大学生にも見えるほどゆるふわな髪型と服装をしている。

### 二番区・彗星学園
佐伯 薫（さえき かおる）
二番区彗星学園所属。等級：6ツ星。
「錆色」と「藤色」の星の持ち主
学園島公認組織《ヘキサグラム》を率いる。
阿久 津雅（あくつ みやび）
二番区彗星学園所属。等級：6ツ星。
《ヘキサグラム》のナンバー2。

### 三番区・桜花学園
風見 鈴蘭（かざみ すずらん）
声 - 徳井青空
三番区桜花学園所属。高校二年生。等級：3ツ星。
学園島のネットニュースアプリLNNを運営する学園島公認組織ライブラのメンバー。決闘の司会や審判を務めることもある。
藤代 慶也（ふじしろ けいや）
三番区桜花学園所属。等級：6ツ星。
強面だが、仲間想いな一面もある。

### 七番区・森羅高等学校
霧谷 凍夜（きりがや とうや）
声 - 八代拓
誕生日 1月28日
七番区森羅高等学校所属。高校三年生。等級：6ツ星。「黒星」の持ち主。
決闘でえげつない手段を使う《絶対君主》。
不破 深弦（ふわ みつる）
七番区森羅高等学校所属。高校二年生。等級：4ツ星→5ツ星（8巻）。
霧谷の後輩で、〈アルビオン〉に所属している。
不破 すみれ（ふわ すみれ）
七番区森羅高等学校所属。高校二年生。等級：4ツ星→5ツ星（8巻）。
〈アルビオン〉に所属し、深弦の双子の妹。
越智 春虎（おち はるとら）
七番区森羅高等学校所属。
〈アルビオン〉のリーダー。

### 八番区・音羽学園
久我崎 晴嵐（くがさき せいらん）
声 - 福山潤
八番区音羽学園所属。高校三年生。等級：5ツ星→6ツ星（8巻）。
非公式治安維持組織《我流聖騎士団》のリーダー。通称〝不死鳥〟。
更紗のことを〝女神〟として崇拝しており、更紗を負かした緋呂斗に対して決闘を挑む。
「負けた方は金輪際、更紗に決闘を申し込まない」という条件を緋呂斗から突き付けられ勝負に挑むが、緋呂斗の嘘であえなく敗戦。前述通り、二度と更紗に戦いを申し出ることができなくなってしまった。

### 十一番区・弥生学園
浦坂 波留（うらさか はる）
声 - 青山吉能
十一番区弥生学園所属。高校三年生。等級：3ツ星。
ヴィジュアル系バンドとツーリングが趣味。緋呂斗に疾風怒濤（なんでもありの100m走）の決闘を申し込む。しかし白雪ら組織の力で敗戦。久我崎との一戦では一ノ瀬からの依頼で、緋呂斗に協力する。

### 十二番区・聖城学園
倉橋 御門（くらはし みかど）
声 - 興津和幸
学園島の理事会の一員であり、十二番区聖城学園の学長。百面相を動かしている人物。

### 十四番区・聖ロザリア女学院
皆実 雫（みなみ しずく）
声 - 石見舞菜香
誕生日 9月4日
十四番区聖ロザリア女学院所属。高校二年生。等級：4ツ星→3ツ星（4巻）→5ツ星（6巻）→6ツ星（8巻）。
常に眠たげで気怠げ。可愛い女の子が好きで、相手のスリーサイズを見抜くことが得意。
ディアスクリプトをきっかけに、緋呂斗との関係性を深めていく。
梓澤 翼（あずさわ つばさ）
十四番区聖ロザリア女学院所属。
「冥星」の持ち主。騙されやすい性格。雫と仲が良い。

### 十五番区・茨学園
結川 奏（ゆいかわ かなで）
声 - 間島淳司
十五番区茨学園所属。高校三年生。等級：5ツ星→6ツ星（8巻）。
茨学園のリーダー的存在。自身のSNSが度々炎上する。通称《茨のゾンビ》。

### 十六番区・栗花落女子学園
枢木 千梨（くるるぎ せんり）
声 - ファイルーズあい
誕生日 3月12日
十六番区栗花落女子学園所属。高校二年生。等級：5ツ星→6ツ星（8巻）。
最強アビリティ《一射一殺（）》を有し、通称《鬼神の巫女》。
ディアスクリプトをきっかけに、緋呂斗への接し方が軟化。

### 十七番区・天音坂学園
夢野 美咲（ゆめの みさき）
誕生日 1月16日
十七番区天音坂学園所属。高校一年生。
夏期対抗戦のダークホースと目される「自称主人公」。
奈切 来火（なきり らいか）
十七番区天音坂学園所属。高校三年生。等級：6ツ星。
天音坂トップの実力を持つ。実は竜胆戒の従弟。

### その他
加賀谷 亜未（かがや あみ）
声 - 山村響
白雪率いる《カンパニー》の電子機器担当。
いつもジャージ姿だが、ハッキングのスキルは一級品。
羽衣 紫音（はごろも しおん）
白雪や更紗と親交が深い女子高生。だがその本性は本物の彩園寺更紗である。彩園寺家は家庭教師がつくなどするため、高校進級まで外部へ出ることを許されない。そのため更紗の本当の顔を知る人間はおらず、莉奈の申し出が認められたのもそれが理由である。「普通の高校に通いたい」という憧れから、莉奈の協力で別の高校に通っている。そのような事情から、表向きは誘拐され行方不明という扱いにされた。
篠原 柚葉（しのはら ゆずは）
緋呂斗の実姉。
椎名 紬（しいな つむぎ）
声 - 森山由梨佳
緋呂斗の前に突如現れた謎の中学生。中二病を存分に拗らせており、自称《闇の一族》。人見知りだが、緋呂斗に懐いて行動を共にすることになる。

## 設定

### 用語・世界観
学園島（）
国内最難関といわれる。学園島（）は通称であり登録名称は「四季島」（しきしま）。とある財閥グループにより東京湾から南東へ数百キロの地点に作られた人工の島。
全二十の地区があり、島の人口約百万人のうち半数近くが学生である。
各学区の学校名（原作13巻時点の情報）
一番区：雛園学園
二番区：彗星学園
三番区：桜花学園
四番区：英明学園
五番区：導宝学園
六番区：猫尾？
七番区：森羅高等学校
八番区：音羽学園
九番区：神楽月学園
十番区：近江学園
十一番区：弥生学園
十二番区：聖城学園
十三番区：叢雲学園
十四番区：聖ロザリア女学院
十五番区：茨学園
十六番区：栗花落女子学園
十七番区：天音坂学園
十八番区：常夜学園
十九番区：双建学園
二十番区：阿澄之台学園

星による等級制度
学園島内の高校生は星によってランク付けされ、等級は1ツ星から7ツ星まである。
星は生徒同士の決闘や学園島で開催される決闘イベント、成績などの評価によって獲得することができる。
ランクによって使用できるアビリティが異なるほか、利用できる店舗や施設が制限されており、ランクが高いほど高待遇を受けることができる。
また色付き星という十数個しかない特殊なアビリティを持った星が存在する。色付き星を持っている相手に勝利すると、その星を奪うことができる。
赤星
データ上なんでも一つ嘘をつくことができる星。ただし、奪われるとのちの所有者に嘘バレるデメリットつき。
藍星
「漆黒の翼」という演出効果を強化するアビリティが使えるようになる星。
翠星
目標単体の行動の推測ができる星。他人の思考が入ってくると、行動が読めなくなるデメリットがある。
黒星
既存のアビリティを「改造」できる。
紫星
複製機能を持った星。
橙星
加筆修正することが出来る。ただし、書ける文字数には限りがあり、元のテキストも消せず、矛盾が起こってもいけない。
錆色
自分よりランクが下の生徒から星を奪う「下狩り」を可能にする。
藤色
条件指定の効果を持つ。「〇〇したとき〇〇する」という連鎖発動型アビリティを作れる。
黄色
「正義の天秤」というアビリティを利用できる。不正をすることができなくなるため、違法アビリティなどが使えない、超ホワイトな決闘ができる。
白星
「シナリオライター」というアビリティを利用できる。「シナリオライター」は自分が想像する未来までの筋道を示してくれるアビリティで、筋道通り行動すると想像した通りの未来になる。
桃星
2人で1つの星を所有し、どちらか1人だけが決闘に残った状態になると使用可能。決闘の実施時間外に決闘が続行しているものとみなしてプレイを続けることが出来る。その代償に翌日の時間が削られる。
冥星
負の効果をもつ「アビリティ」を強制的に一つセットさせられる。そのため、自由にセットできるアビリティが2つだけになって、不利になる。

決闘（）
決闘に勝利すると星を獲得することができる。
決闘は自分より等級が上の相手にしか申請することができず、敗者の星が勝者に譲渡されるシステム。
また生徒同士の決闘は申請側がゲームの内容を決めることができる。決闘は個人の端末に最大3つのアビリティをセットして闘う。
アビリティ
等級によって使えるアビリティが異なり、決闘に3つまでセットすることができる。大きく攻撃、防御、補助の三種類に分類することができる。
ルナ島
通称“カジノ島”と呼ばれる観光地。学園島の高校2年生にとっては学園別対抗戦《修学旅行戦》の舞台でもある。

### イベント
《区内選抜戦》
毎年行われる英名学園の学内イベント。期間は一週間あり、最後まで生き残ったプレイヤーが勝つサバイバル方式。
五月期交流戦《アストラル》
正式名『Area Steal To Reconquer All Lost』、略称『ASTRAL』。
AR空間上で行う陣地の取り合い合戦。
ゲームフィールドは、全て六角形の〝マス〟により構成されている。また、フィールドの各所には〝拠点〟と呼ばれるスポットが点在しており、この拠点は特殊なアクションを行うことで〝占拠〟することが出来る。
またプレイヤーは「司令官」「剣闘士」などの役職を担い、それぞれの役職が持つ特色を生かし、相手を攻撃したり、相手より多く行動したりして戦う。
大型イベント《SFIA》
学園島25万人の学生が一斉に参加する全5段階の大規模イベント。
ファーストステージ：『ランダムチェイス』
ランダムに割り振られた10個の端末IDを所持するターゲットを端末のカメラ機能で撮影する。
セカンドステージ：『レートレーダー』
ファーストステージの結果によって割り振られたポイントで「武器」を購入し、その強さで競うゲーム。ここでいう強さとは武器の希少性のことをいい、他プレイヤーが所持している割合が少ない武器ほど強くなる。
サードステージ：『ブランクコード』
ステージ突破のための4桁の「パス」を特定するゲーム。自分のパスを解くために「情報（）」は他プレイヤーに割り振られ、「情報（）」を持つプレイヤーを探し出し、それを交渉して譲ってもらう必要がある。
セミファイナル：『ドロップアウトテイマーズ』
5人1組のチーム戦形式のゲーム。島内に配置された指定の数の使い魔をチームで連携して探し出す。この時、チーム内には一人「裏切り者」がいて、「裏切り者」はチームとは別の指定された使い魔を見つけられれば単独で勝利となる。当然「裏切り者」が勝利した場合、残りの4人は脱落となる。また捕まえた使い魔それぞれが発揮する効果も存在する。
ファイナル：『伝承の塔』
16名参加の“脱出ゲーム×ダンジョンRPG”
4つの陣営に分かれて、塔の攻略に挑み、最も早く最上階に到達した陣営が勝者となる。10階に分かれた円形フロアを、さらに内周と外周で分断した扉がある。扉には“開放のための条件”が指定されており、それをクリアすることで、扉が開き、階を移動する昇降機もまた同じ。扉や昇降機を開放することによって得られるポイントを使用した攻防もあり。

修学旅行戦（）
島全体がカジノになっている島での学区別対抗戦。72時間で多くチップを稼いだ学校が勝利。この島限定の「ブラックリング」と呼ばれるチートアイテムや「ストレンジャー」として、学区外のメンバーをスカウトできるなど、特殊ルールが存在する。
カジノ内ゲーム：『ダイスマカブル』
プレイヤーは最大枚のチップを元手とし、計四回のコールを行う。コールした数字がディーラーの出したダイスの目より大きければプレイヤー側の勝利、そうでなければ敗北となる。コールできる数字は四戦合計で50までに制限されている。
カジノ内ゲーム：『独占ルーレット』
等間隔に色と数字がふられた円盤にディーラーが球を投げ入れ、プレイヤー側はその球がどこに落ちるか予想してチップを賭ける。ゲームの1セット内で最も多くチップを稼いだプレイヤーに円盤の色もしくは数字を変更する権利が与えられるという特殊ルールがある。
疑似カジノゲーム『セレクター』
ルールはシンプルなコイントスと同様だが、アビリティを使用できる。
カジノ内ゲーム：『デスセブン』
シンプルな七並べに、他人のカードを死に札にする「キル」や自信の手札を場に出す「プレイ」などの選択肢を加えたゲーム。
カジノ内ゲーム：『ドミネートポーカー』
各カードに特殊効果が加えられたチーム戦のポーカーゲーム。参加者は最大3名のチームを組み、手札を共有して〝役〟を作ることを目的とする。

二学期学年別対抗戦・三年生編《習熟戦》
VR空間での〝拠点強化（）×宝物乱獲（）〟バトル。各学区がそれぞれ一つの〝ダンジョン〟を管理し、他学区のダンジョンから〝宝物〟を奪うことでptを入手する。そして、このptを用いて自学区のダンジョンを強化し、最終的に〝総合評価S〟まで育てあげたチームが勝利となる。
以下のステータスにポイントを振りわけてダンジョンを強化していく。
領域──ダンジョンの広さ、複雑さに関わるステータス。
罠術──ダンジョン内に仕掛けられる〝罠〟の強さや種類に関わるステータス。
配下──ダンジョン内に配置できる〝モンスター〟の強さや種類に関わるステータス。
制約──ダンジョンに突入してきた侵攻者のログイン時間を制限するステータス。
また各ステータスを強化し、「総合評価（）」が一つ上がると、参加権利を持たない外部のプレイヤーを参加させることが出来る。
《流星祭》
年に一度行われる全島統一学園祭イベントの名称。学園島側が全てのルールを設定している通常のイベント戦とは違い、有志のプレイヤーが《競技》の申請および運営を行う──つまりプレイヤー自身が“ゲームマスター”になれるという形式が特徴的である。
《クリスマスの恋占い（Legend of Christmas）》
その名の通り、クリスマスの日にだけ開催される特別な疑似《決闘》。《LOC》に参加するプレイヤーは、自分以外の誰か一人を〝ターゲット〟として選択する。その上で、彼または彼女とどんな関係になりたいか──すなわち〝理想の関係性〟を同じく設定する。すると《LOC》の専用アプリが両者の〝現在の距離〟を推定し、それらに応じた難易度の【ミッション】を提示してくれる。この【ミッション】は全てクリスマス当日に行わなければならず、さらには〝ターゲット〟と協力しなければ達成できないようになっている。
主人公は「自らがターゲットとなっているミッション」をすべてクリアすることが出来れば勝利、というLOCを利用した決闘を申し込まれる。またLOCでは実現可能な範囲でARでアイテムを生成することが出来る。

### 《決闘》
ターン制睨めっこ
自分のターン時にアタッカーとなり、相手の喜怒哀楽の何かしらの表情を引き出せば勝利となる。
端末で表情を読み取り、メーターが一定値を越えたらアウト。
アタッカーは端末に登録したアビリティを使用することが可能。
50 / 50（フィフティー・フィフティー）
相手がセットしたカードが裏か表か当てるゲーム。3回試行。
表上は運ゲーだが、主人公側は相手の端末をハッキングして、相手のチョイスを「裏」に固定する“イカサマ”で勝利する。
疾風怒濤（なんでもありの100m走）
作品内では相手がバイクに乗って100ｍを走ったのに対して、主人公側は徒歩で挑んだ。
主人公側は端末に登録したアビリティを駆使して、相手のバイクの安全装置を起動させ、エアバックを展開し動けなくして勝利した。
我流二十七式遊戯（カードを集めて数字を比べるゲーム）
2段階のフェイズに分かれたゲーム。
街にバラまかれた0～19までの数字がふられたカードを最大5枚まで集めて手札を作り（第1フェイズ）、集めた手札から1枚を選んで場に出し数の大きさを競う（第2フェイズ）。
不等辺三角関係
プレイヤーはそれぞれ十枚の手札を持ち、それを同時に一枚ずつ出し合う。
各カードには〝相性〟があり、それに応じて取ったり取られたりという流れを行う。これを手札がなくなるまで繰り返し、最終的にカードをたくさん持ってた方が勝ち。
カードは全部で六種類。名称は【王】【王子】【女王】【騎士】【暗殺者】【平民】。それぞれに相性がある。
盤上宝探し
学校の校舎を盤上として（1教室＝1マス）、相手が隠した自分のパートナー（宝）を探し出すゲーム。
質問フェイズと移動フェイズに別れ、「はい」または「いいえ」で答える【質問】を相手に行って宝の場所を探す。【移動】で最大3教室分移動しながら、隠された宝を見つける。
MTCG（Mulch Trading Card Game）
1～9の3枚のカードの合計値を「使い魔」のレベルとして、クエストを遂行していくゲーム。
MTCGにおけるクエストは“レベル○○の相手を倒すこと”というかたちで統一されており、例えばレベル9の相手を倒すには自分の使い魔のレベルがちょうど9でなくてはならない。
使い魔のレベル＝手持ちの3枚のカードは、初めは全員1＋1＋1＝3で、コインを消費して数字をUPしたり、カードをほかのプレイヤーと交換するなどして、使い魔のレベルを調整していく。
盤上交差（）
五月期交流戦《アストラル》を圧縮したボードゲーム。
特殊決闘（）
《決闘》参加者には、それぞれ《ディアスクリプト》という名の電子書籍アプリが与えられ、各ページに描かれた「オーダー」をこなすことで、次のページがめくられる。途中で脱落すること無く最終ページまでたどり着ければ勝利。
疑似恋愛ゲーム（Couple Quest）
リアル恋愛シミュレーションゲーム。大きく3つのパートに分かれ、「共通ルート」「告白タイム」を経て、最高のカップルを構築し、最終戦「個別ルート」に挑むゲーム。
共通ルート
本人の実際の性質とは関係なしに、【温厚】【弟】【先輩】などの属性を手に入れるパート。あらかじめ自身で「愛好属性」を指定して、カップルを組みたい相手の「愛好属性」に合わせて自身をカスタマイズして次の「告白タイム」の準備をする。
告白タイム
参加者が同時間に一斉に、ターゲットに告白をする。告白条件は相手の「愛好属性」を最低一つは保持していること。告白競合が複数いた場合、「両想い」であるか、や「愛好属性」のマッチ度によって優先順位が付けられる。
また個別ルートを有利に攻略出来るユニークスキルを保持したプレイヤーは「アイドル枠」に指定され、アイドル枠の6人とカップルになることが出来れば、最終戦を有利に戦える。
個別ルート
指定されたアイテムを奪い合う〝借り物競争〟。エントリー数の上限はなし。ただし、エントリーするための条件として〝《CQ》の告白タイムにおいて成立した二人組のカップルであること〟を課す。
カップルごとに3つのアイテムが配られ、別で指定された「お題アイテム」をほかカップルから《交換》か《強奪》して集め、お題アイテムをすべて所持することで勝利となる。

## 既刊一覧

### 小説
| タイトル                                                                        | 初版発行日（発売日）     | ISBN                   |
| ------------------------------------------------------------------------------- | ------------------------ | ---------------------- |
| ライアー・ライアー 嘘つき転校生はイカサマチートちゃんとゲームを制するそうです。 | 2019年4月25日（同日）    | ISBN 978-4-04-065631-1 |
| ライアー・ライアー2 嘘つき転校生は小悪魔先輩に狙われています。                  | 2019年8月25日（8月24日） | ISBN 978-4-04-065798-1 |
| ライアー・ライアー3 嘘つき転校生は偽お嬢様のニセモノを探しています。            | 2020年2月25日（同日）    | ISBN 978-4-04-064447-9 |
| ライアー・ライアー4 嘘つき転校生は天才中二少女に振り回されています。            | 2020年3月25日（同日）    | ISBN 978-4-04-064549-0 |
| ライアー・ライアー5 嘘つき転校生は運命の幼なじみに試されています。              | 2020年7月25日（7月20日） | ISBN 978-4-04-064810-1 |
| ライアー・ライアー6 嘘つき転校生は正義の味方に疑われています。                  | 2020年11月25日（同日）   | ISBN 978-4-04-680015-2 |
| ライアー・ライアー7 嘘つき転校生は偽りの正義に逆襲します。                      | 2021年3月25日（同日）    | ISBN 978-4-04-680329-0 |
| ライアー・ライアー8 嘘つき転校生はごく普通のJKに嫉妬されています。              | 2021年7月25日（7月21日） | ISBN 978-4-04-680610-9 |
| ライアー・ライアー9 嘘つき転校生は頼れる先輩の危機に駆けつけます。              | 2021年11月25日（同日）   | ISBN 978-4-04-680913-1 |
| ライアー・ライアー10 嘘つき転校生は敗北の女神を騙し抜きます。                   | 2022年3月25日（同日）    | ISBN 978-4-04-681293-3 |
| ライアー・ライアー11 嘘つき転校生はクリスマスの悪魔に溺愛されています。         | 2022年7月25日（同日）    | ISBN 978-4-04-681582-8 |
| ライアー・ライアー12 嘘つき転校生は影の守護者に閉じ込められています。           | 2022年11月25日（同日）   | ISBN 978-4-04-681939-0 |
| ライアー・ライアー13 嘘つき転校生は最悪の仲間たちと騙し合います。               | 2023年3月25日（同日）    | ISBN 978-4-04-682333-5 |
| ライアー・ライアー14 嘘つき転校生は本物のお嬢様と大胆過ぎる嘘を企てています。   | 2023年7月25日（同日）    | ISBN 978-4-04-682663-3 |
| ライアー・ライアーSS 嘘つき転校生は学園島で波乱万丈な日々を送っています。       | 2023年9月25日（同日）    | ISBN 978-4-04-682868-2 |
| ライアー・ライアー15 嘘つき転校生は最強の嘘を真実に変えます。                   | 2023年11月25日（同日）   | ISBN 978-4-04-683076-0 |

### 漫画
| 巻数 | 初版発行日（発売日）     | ISBN                   |
| ---- | ------------------------ | ---------------------- |
| 1    | 2020年4月23日（同日）    | ISBN 978-4-04-064507-0 |
| 2    | 2020年11月21日（同日）   | ISBN 978-4-04-064894-1 |
| 3    | 2023年7月22日（同日）    | ISBN 978-4-04-682836-1 |
| 4    | 2023年8月23日（8月22日） | ISBN 978-4-04-682884-2 |

### 関連書籍
- konomi 『ライアー・ライアー Art Works』 KADOKAWA、2023年11月25日発売[33]、ISBN 978-4-04-683056-2

## テレビアニメ
2021年4月にアニメ化企画進行中であることが発表され、2023年7月から9月までTOKYO MXほかにて放送された。

### スタッフ
- 原作 - 久追遥希[6]
- キャラクター原案 - konomi、幸奈ふな[6]
- 監督 - 大野悟、松浦直紀[6]
- シリーズ構成 - 豊田百香[6]
- キャラクターデザイン - 中村ユミ[6]
- プロップデザイン - 加野晃
- 色彩設計 - 油木安弥[6]
- 美術監督 - 朴智宇[6]
- テクニカルディレクター - 蔡伯崙[6]
- 撮影監督 - 杉原汐音
- 編集 - 柳圭介[6]
- 音響監督 - 納谷僚介[6]
- 音楽 - 高橋邦幸、広川恵一[6]
- 音楽制作 - MONACA[6]
- 音楽プロデューサー - 村上貴志
- プロデューサー - 村上貴志、万木壮、中道圭吾、奥永祥正、鷹木純一、長嶺利江子、松井優子、酒見弘人、鈴木貴博、大貫佑介
- アニメーションプロデューサー - 石原直樹
- アニメーション制作 - GEEKTOYS[6]
- 製作 - ライアー・ライアー製作委員会[6]

### 主題歌
「LIES GOES ON」
May'nによるオープニングテーマ。作詞はMay'nと古屋真、作曲・編曲はJUVENILEとTeddyLoid。
「fakey merry game」
SMILE PRINCESSによるエンディングテーマ。作詞はやぎぬまかな、作曲・編曲は広川恵一。

### 各話リスト
| 話数 | サブタイトル       | 脚本     | 絵コンテ        | 演出                       | 作画監督                                            | 総作画監督 | 初放送日      |
| ---- | ------------------ | -------- | --------------- | -------------------------- | --------------------------------------------------- | ---------- | ------------- |
| #01  | 王と嘘             | 豊田百香 | 松浦直紀 大野悟 | ありもとじろう             | 金到暎 福岡優 平田かほる G CHANNEL KntC             | 中村ユミ   | 2023年 7月8日 |
| #02  | 忠義と演技         | 弓削猿丸 | 竹内一洋        | 竹内一洋 金明根            | 林玟志 元美那 朴松花 朴順玉                         | -          | 7月15日       |
| #03  | 互角と覚悟         | 涼村千夏 | 辻初樹          | 宮崎直樹 金有千 金明根     | 李盛才 金明心 林玟志 元美那 朴松花 朴順玉           | -          | 7月22日       |
| #04  | チョコと悪魔       | 豊田百香 | 飯田崇          | 加藤顕 金明根              | 林玟志 元美那 朴松花 朴順玉 金到暎                  | -          | 7月29日       |
| #05  | 勝ち目と蒼い目     | 弓削猿丸 | 竹内一洋        | Kim Eunbyeong 竹内一洋     | Jo Mijung Lee Jitak 大村将司                        | -          | 8月5日        |
| #06  | 宝と闇             | 涼村千夏 | 松浦直紀        | 細谷秋夫                   | 林玟志 元美那 朴松花 朴順玉                         | -          | 8月12日       |
| #07  | 静と改             | 涼村千夏 | 飯田崇          | 佐々木勅嘉 斎藤敏孝 金明根 | 林玟志 元美那 朴松花 朴順玉 金到暎 RadPlus          | -          | 8月19日       |
| #08  | グッドナイト       | 豊田百香 | 辻初樹          | 布施康之                   | 李盛才 金水湖 金明心 江崎みのる 鈴木雄大 日根野優子 | -          | 8月26日       |
| #09  | 闘争と掃討         | 弓削猿丸 | 川瀬敏文        | 加藤顕                     | 林玟志 元美那 朴松花 朴順玉 金到暎                  | -          | 9月2日        |
| #10  | ヒーローとトリック | 弓削猿丸 | 井上ジェット    | 竹内一洋 雪野壱実          | 林玟志 元美那 朴松花 朴順玉 金到暎                  | -          | 9月9日        |
| #11  | 兵と友             | 涼村千夏 | 山田浩之        | 佐々木勅嘉                 | 林玟志 元美那 朴松花 朴順玉 金到暎                  | -          | 9月16日       |
| #12  | ずっとみんなと     | 涼村千夏 | 辻初樹          | 佐々木勅嘉                 | 金到暎 福岡優 平田かほる 仲金                       | -          | 9月23日       |

### 放送局
| 放送期間                | 放送時間                     | 放送局       | 対象地域 | 備考                                   |
| ----------------------- | ---------------------------- | ------------ | -------- | -------------------------------------- |
| 2023年7月8日 - 9月23日  | 土曜 22:30 - 23:00           | TOKYO MX     | 東京都   | 製作参加                               |
|                         |                              | サンテレビ   | 兵庫県   |                                        |
|                         | 土曜 23:30 - 日曜 0:00       | AT-X         | 日本全域 | CS放送 / 字幕放送 / リピート放送あり   |
| 2023年7月9日 - 9月24日  | 日曜 23:00 - 23:30           | BS朝日       | 日本全域 | 製作参加 / BS/BS4K放送 / 『アニメA』枠 |
| 2023年7月11日 - 9月26日 | 火曜 1:45 - 2:15（月曜深夜） | 新潟テレビ21 | 新潟県   |                                        |
| 2023年7月13日 - 9月28日 | 木曜 2:05 - 2:35（水曜深夜） | テレビ北海道 | 北海道   |                                        |
| 2023年7月14日 - 9月29日 | 金曜 1:18 - 1:48（木曜深夜） | 長崎文化放送 | 長崎県   | 『あに。』枠                           |
| 2023年7月18日 - 10月3日 | 火曜 1:20 - 1:50（月曜深夜） | 秋田朝日放送 | 秋田県   |                                        |
| 2023年7月28日 -         | 金曜 1:40 - 2:10（木曜深夜） | 山形テレビ   | 山形県   |                                        |
| 2023年7月30日 -         | 日曜 2:30 - 3:00（木曜深夜） | 長野朝日放送 | 長野県   |                                        |
| 2023年7月31日 -         | 月曜 1:50 - 2:20（日曜深夜） | 北陸朝日放送 | 石川県   |                                        |

| 配信開始日   | 配信時間           | 配信サイト |
| ------------ | ------------------ | --- |
| 2023年7月8日 | 土曜 22:30 - 23:00 | ABEMA |
|              | 土曜 22:30 更新    | U-NEXT アニメ放題 Amazon Prime Video DMM TV dアニメストア FOD Hulu Lemino バンダイチャンネル auスマートパスプレミアム J:COMオンデマンド TELASA milplus HAPPY!動画 music.jp ビデオマーケット クランクイン！ビデオ ニコニコチャンネル |

| 配信開始日    | 配信時間                | 配信サイト |
| ------------- | ----------------------- | --- |
| 2023年7月8日  | 土曜 23:00 - 23:30      | ABEMA |
| 2023年7月12日 | 水曜 23:00 更新         | U-NEXT アニメ放題 |
| 2023年7月15日 | 土曜 22:30 以降順次更新 | Amazon Prime Video dアニメストア FOD Hulu Lemino バンダイチャンネル auスマートパスプレミアム J:COMオンデマンド TELASA milplus HAPPY!動画 music.jp ビデオマーケット クランクイン！ビデオ ニコニコチャンネル |

### BD
| 巻 | 発売日         | 収録話         | 規格品番  |
| -- | -------------- | -------------- | --------- |
| 1  | 2023年11月29日 | 第1話 - 第4話  | SHBR-0707 |
| 2  | 2023年12月20日 | 第5話 - 第8話  | SHBR-0708 |
| 3  | 2024年1月24日  | 第9話 - 第12話 | SHBR-0709 |

### ユニットメンバー
1. ↑  本郷里実、相良茉優、北守さいか、汐入あすか、森山由梨佳、青山吉能、辻森梓咲による声優ユニット。